# Sorex longirostris
Sorex longirostris är en däggdjursart som beskrevs av John Bachman 1837. Sorex longirostris ingår i släktet Sorex och familjen näbbmöss. IUCN kategoriserar arten globalt som livskraftig.
Arten blir med svans 68 till 94 mm lång och svanslängden är 24 till 37 mm. Näbbmusen har 8 till 11mm långa bakfötter som är utrustade med cirka 1 mm långa klor. Vikten är 2,0 till 5,8 g. Sorex longirostris har gråbrun päls på ovansidan och mera brunaktig till kanelbrun päls på undersidan. Mellan framtänderna och kindtänderna förekommer i överkäken fyra eller fem tänder med en enkel spets.
Denna näbbmus förekommer i östra USA från östra Oklahoma till Maryland och centrala Florida. Arten föredrar fuktiga områden med tät växtlighet på marken. Den hittas bland annat i träskmarker, i buskskogar och i marskland. Näbbmusen besöker även jordbruksmark.
Sorex longirostris äter olika ryggradslösa djur som insektslarver, spindlar och snäckor samt några växtdelar. Honor kan ha upp till tre kullar mellan april och oktober. Dräktigheten varar cirka tre veckor och sedan föds upp till 6 ungar, oftast 4. Individerna är främst nattaktiva men de kan även på dagen leta efter föda.
Arten jagas av ugglor och tamkatten. Boet där ungarna föds byggs ofta av blad och göms under en gren som ligger på marken.

## Underarter
Arten delas in i följande underarter:
- S. l. fisheri
- S. l. longirostris
- S. l. eonis